# 巴斯 (圣基茨和尼维斯)
巴斯（Bath）是加勒比海岛国圣基茨和尼维斯岛屿尼维斯岛西海岸中的一座村庄，行政上由圣约翰费格特里区管辖，正好位于查尔斯敦以南，靠近加洛韦湾最南端。